# Филонов, Георгий Николаевич
Георгий Николаевич Филонов (18 августа 1922 года — 21 ноября 2017 года) — советский и российский учёный-педагог, академик АПН СССР (1982), академик РАО (1993).

## Биография
Родился 18 августа 1922 года в городе Юхнов Смоленской губернии (сейчас — Калужская область).
Участник Великой Отечественной войне, участвовал в сражении на Курской дуге, был тяжело ранен и демобилизован по ранению.
Окончил педагогический институт, после чего работа учителем, затем находился на партийно-государственной работе.
Закончил Высшую партийную школу при ЦК КПСС, а в 1961 году — Академию общественных наук.
С 1970 года — работал в Академии педагогических наук: с 1970 по 1985 годы — директор Научно-исследовательского института общих проблем воспитания, с 1982 по 1990 годы — академик-секретарь Отделения теории и истории педагогики АПН.
С 1974 года — главный редактор журнала «Советская педагогика».
В 1977 году защитил докторскую диссертацию, в 1978 году — присвоено учёное звание профессора.
В 1989 году был избран народным депутатом СССР.
С 1993 года работал главным научным сотрудником Центра социальной педагогики Российской академии образования, входил в состав редколлегий журналов «Педагогика» и «Социальная работа».
В 1982 году избран академиком АПН СССР, в 1993 году — стал академиком РАО.
Скончался 21 ноября 2017 года. Похоронен в Москве на Троекуровском кладбище.

## Научная деятельность
Исследовал формы и методы совместной воспитательной работы взрослых и учащихся, в том числе в условиях семьи.
С начала 1990-х годов занимался проблематикой социальной педагогики, автор более 200 научных трудов по методологии и теории воспитания.

## Награды
- Два ордена Отечественной войны 2-й степени
- Орден «Знак Почёта» (1971; 17.06.1981)
- Медаль ордена «За заслуги перед Отечеством» 2-й степени (1998)[2]
- Премия Президента Российской Федерации в области образования (в составе группы, за 2003 год) — за цикл трудов для системы непрерывного образования «Семья и общество, гражданское образование и воспитание в современной России: новое качество и механизмы развития»[3]
- Премия Правительства Российской Федерации в области образования (в составе группы, за 2013 год) — за цикл трудов «Методология и стратегия воспитания детей в условиях семейного, образовательного и гражданского социума»[4]
- Медаль К. Д. Ушинского
- знак «Почётный работник высшего профессионального образования Российской Федерации»